# لوسی تومایان
لوسی تومایان (ارمنی: Լյուսի Թումայան؛ انگلیسی: Lucy Thoumaian؛ ۲۸ اکتبر ۱۸۹۰ – درگذشته ۱۹۴۰) فعال حقوق زنان و صلح ارمنی‌تبار اهل سوئیس بود. وی که از ارمنستان رانده شد به ایجاد مدرسه‌ای در چیگول برای ارامنه یتیم کمک کرد. وی پیش از شرکت در کنفرانس زنان در لاهه در سال ۱۹۱۵، مانیفست صلح خویش را منتشر کرد. پس از آن، کار برای جامعه ملل را آغاز نمود.

## زندگی‌نامه
وی با نام اصلی (فرانسوی: Rossier de Visme‎) در ۲۸ اکتبر ۱۸۹۰ در سوئیس به دنیا آمد . وی در ۱۹۴۰ در سن ۵۰ سالگی در ایالات متحده آمریکا درگذشت.